# Neno Dimow
Neno Nenow Dimow, bułg. Нено Ненов Димов (ur. 20 września 1964 w Sofii) – bułgarski polityk, matematyk i urzędnik państwowy, deputowany do Zgromadzenia Narodowego, w latach 2017–2020 minister ochrony środowiska i zasobów wodnych.

## Życiorys
Ukończył matematykę na Uniwersytecie Sofijskim im. św. Klemensa z Ochrydy. Doktoryzował się w zakresie fizyki w 1997 w Bułgarskiej Akademii Nauk. Na początku lat 90. pracował jako specjalista w centrum zajmującym się ochroną środowiska i zrównoważonym rozwojem, później związany również z sektorem prywatnym. W 1997 objął stanowisko sekretarza generalnego ministerstwa ochrony środowiska, w gabinecie Iwana Kostowa pełnił następnie do 2001 funkcję wiceministra w tym resorcie. W latach 1997–2002 wchodził w skład zarządu Europejskiej Agencji Środowiska, był także członkiem zespołu negocjującego warunki akcesji Bułgarii do Unii Europejskiej. W 2002 został pracownikiem naukowym Bułgarskiej Akademii Nauk.
Należał do Związku Sił Demokratycznych. W 2004 był jednym z założycieli Demokratów na rzecz Silnej Bułgarii, wszedł w skład władz krajowych tej partii. W latach 2005–2009 sprawował mandat posła do Zgromadzenia Narodowego 40. kadencji.
W maju 2017 otrzymał nominację na ministra ochrony środowiska i zasobów wodnych w trzecim rządzie Bojka Borisowa. Zakończył odwołanie w styczniu 2020. Powodem dymisji było objęcie go postępowaniem dotyczącym niewłaściwego zarządzania kryzysem wodnym w Perniku.